# Кенеш (Ош)
Кенеш (кирг. Кеңеш) — село в Кыргызстане, административно подчинённое администрации города республиканского значения Ош.

## География
Село расположено в юго-западной части республики, на расстоянии приблизительно 5 километров (по прямой) к западу от города Ош. Абсолютная высота — 1020 метров над уровнем моря.

## Население
Согласно оценочным данным Национального статистического комитета Кыргызской Республики, численность населения села на начало 2023 года составляла 4730 человек.
| год     | 2014 | 2015 | 2020 | 2021 | 2023 |
| ------- | ---- | ---- | ---- | ---- | ---- |
| человек | 3826 | 3976 | 4314 | 4444 | 4730 |